# Ceršak
Ceršak – wieś w Słowenii, w gminie Šentilj. W 2018 roku liczyła 676 mieszkańców.